# Frédéric Cailliaud
Frédéric Cailliaud (født 9. juni 1787 i Nantes, død 1. maj 1869 sammesteds) var en fransk Afrikarejsende. 
Caillaud kom 1815 til Ægypten, hvor han erhvervede sig Mehemed Alis yndest, og af denne blev sendt på en ekspedition ind i landet, hvor han opdagede de oldægyptiske smaragdminer ved Zabarah. I 1819 berejste han sammen med Letorzec oasen Sivah og andre oaser i den libyske ørken. 1821—22 ledsagede han Ibrahim Pascha på hans krigstog til Sennaar og Fasokl. Efter sin hjemkomst til Frankrig blev han 1827 konservator ved museet i Nantes.